# Gran Premio Bruno Beghelli de 2016
A 21ª edição da clássica ciclista Gran Premio Bruno Beghelli foi uma corrida ciclista que se disputou a 25 de setembro de 2016 em Monteveglio, na província de Bologna, (Itália) sobre um percurso de 196,3 km.
Fez parte do UCI Europe Tour em sua máxima categoria 1.hc.
A corrida foi vencida pelo corredor italiano Nicola Ruffoni da equipa Bardiani CSF, em segundo lugar Filippo Pozzato (Wilier Triestina-Southeast) e em terceiro lugar Jens Keukeleire (Orica-BikeExchange).

## Percurso
O Gran Premio Bruno Beghelli dispôs de um percurso total de 196,3 quilómetros com um circuito ao redor da província de Monteveglio em (Bologna).

## Equipas participantes
Tomaram parte na corrida 25 equipas: 10 de categoria UCI ProTeam convidados pela organização; 13 de categoria Profissional Continental; e 1 de categoria Continental e 1 da selecção nacional. Formando assim um pelotão de 197 ciclistas dos que acabaram 120. As equipas participantes foram:
| Equipes WorldTeam (10)- Cannondale-Drapac - Trek-Segafredo - FDJ - Dimension Data - Lampre-Merida - Astana - BMC Racing Team - Movistar Team - Orica-BikeExchange - AG2R La Mondiale Equipes profissionais Continentais (13)- Bardiani CSF - Cofidis, Solutions Crédits - Nippo-Vini Fantini - Wilier Triestina-Southeast - Caja Rural-Seguros RGA - Topsport Vlaanderen-Baloise - Androni Giocattoli-Sidermec - Gazprom-RusVelo - Delko-Marseille Provence-KTM - Bora-Argon 18 - Fortuneo-Vital Concept - CCC Sprandi Polkowice - Wanty-Groupe Gobert Equipe Continental- GM Europa Ovini Equipe nacional- Itália |
| |

## Classificação final
- As classificações finalizaram da seguinte forma:[4]

| \| Classificação geral \| Classificação geral \| Classificação geral \| Classificação geral \| Classificação geral \| \| Ciclista \| Ciclista \| Equipe \| Tempo \| \| \| ------------------- \| -------------------- \| --------------------------- \| ------------------- \| ------------------- \| \| 1. \| Nicola Ruffoni \| Bardiani CSF \| 4h25m21s \| \| \| 2. \| Filippo Pozzato \| Wilier Triestina-Southeast \| + 0s \| \| \| 3. \| Jens Keukeleire \| Orica-BikeExchange \| + 0s \| \| \| 4. \| Sonny Colbrelli \| Bardiani CSF \| + 0s \| \| \| 5. \| Simone Consonni \| Itália \| + 0s \| \| \| 6. \| Jacopo Guarnieri \| Itália \| + 0s \| \| \| 7. \| Danilo Napolitano \| Wanty-Groupe Gobert \| + 0s \| \| \| 8. \| Kristian Sbaragli \| Dimension Data \| + 0s \| \| \| 9. \| Magnus Cort \| Orica-BikeExchange \| + 0s \| \| \| 10. \| Francesco Gavazzi \| Androni Giocattoli-Sidermec \| + 0s \| \| \| 11. \| Matti Breschel \| Cannondale-Drapac \| + 0s \| \| \| 12. \| Jean-Pierre Drucker \| BMC Racing Team \| + 0s \| \| \| 13. \| Eduard-Michael Grosu \| Nippo-Vini Fantini \| + 0s \| \| \| 14. \| Manuel Belletti \| Wilier Triestina-Southeast \| + 0s \| \| \| 15. \| Arman Kamyshev \| Astana \| + 2s \| \| \| 16. \| Grega Bole \| Nippo-Vini Fantini \| + 2s \| \| \| 17. \| Thomas Sprengers \| Topsport Vlaanderen-Baloise \| + 2s \| \| \| 18. \| Xandro Meurisse \| Wanty-Groupe Gobert \| + 2s \| \| \| 19. \| Maciej Paterski \| CCC Sprandi Polkowice \| + 2s \| \| \| 20. \| Simone Velasco \| Bardiani CSF \| + 2s \| \| |                      |                             |          |
| |                      |                             |          |
| Fonte: ProCyclingStats |                      |                             |          |
| Classificação geral |                      |                             |          |
| Ciclista | Ciclista             | Equipe                      | Tempo    |
| 1. | Nicola Ruffoni       | Bardiani CSF                | 4h25m21s |
| 2. | Filippo Pozzato      | Wilier Triestina-Southeast  | + 0s     |
| 3. | Jens Keukeleire      | Orica-BikeExchange          | + 0s     |
| 4. | Sonny Colbrelli      | Bardiani CSF                | + 0s     |
| 5. | Simone Consonni      | Itália                      | + 0s     |
| 6. | Jacopo Guarnieri     | Itália                      | + 0s     |
| 7. | Danilo Napolitano    | Wanty-Groupe Gobert         | + 0s     |
| 8. | Kristian Sbaragli    | Dimension Data              | + 0s     |
| 9. | Magnus Cort          | Orica-BikeExchange          | + 0s     |
| 10. | Francesco Gavazzi    | Androni Giocattoli-Sidermec | + 0s     |
| 11. | Matti Breschel       | Cannondale-Drapac           | + 0s     |
| 12. | Jean-Pierre Drucker  | BMC Racing Team             | + 0s     |
| 13. | Eduard-Michael Grosu | Nippo-Vini Fantini          | + 0s     |
| 14. | Manuel Belletti      | Wilier Triestina-Southeast  | + 0s     |
| 15. | Arman Kamyshev       | Astana                      | + 2s     |
| 16. | Grega Bole           | Nippo-Vini Fantini          | + 2s     |
| 17. | Thomas Sprengers     | Topsport Vlaanderen-Baloise | + 2s     |
| 18. | Xandro Meurisse      | Wanty-Groupe Gobert         | + 2s     |
| 19. | Maciej Paterski      | CCC Sprandi Polkowice       | + 2s     |
| 20. | Simone Velasco       | Bardiani CSF                | + 2s     |

## UCI Europe Tour
O Gran Premio Bruno Beghelli outorga pontos para o UCI Europe Tour de 2016, para corredores de equipas nas categorias UCI ProTeam, Profissional Continental e Equipas Continentais. A seguinte tabela corresponde ao barómetro de pontuação:
| Posição   | 1.º | 2.º | 3.º | 4.º | 5.º | 6.º | 7.º | 8.º | 9.º | 10.º | 11.º | 12.º | 13.º | 14.º | 15.º |
| Pontuação | 100 | 70  | 40  | 30  | 25  | 20  | 15  | 10  | 9   | 8    | 7    | 6    | 5    | 4    | 3    |

| Classificação | Classificação     | Classificação               | Classificação |
| Posição       | Ciclista          | Equipa                      | Pontos        |
| ------------- | ----------------- | --------------------------- | ------------- |
| 1.º           | Nicola Ruffoni    | Bardiani CSF                | 100           |
| 2.º           | Filippo Pozzato   | Wilier Triestina-Southeast  | 70            |
| 3.º           | Jens Keukeleire   | Orica-BikeExchange          | 40            |
| 4.º           | Sonny Colbrelli   | Bardiani CSF                | 30            |
| 5.º           | Simone Consonni   | Selecção Itália             | 25            |
| 6.º           | Jacopo Guarnieri  | Selecção Itália             | 20            |
| 7.º           | Danilo Napolitano | Wanty-Groupe Gobert         | 15            |
| 8.º           | Kristian Sbaragli | Dimension Data              | 10            |
| 9.º           | Magnus Cort       | Orica-BikeExchange          | 9             |
| 10.º          | Francesco Gavazzi | Androni Giocattoli-Sidermec | 8             |

Também, também outorgou pontos para o UCI World Ranking (classificação global de todas as corridas internacionais).
| Posição   | 1º  | 2º  | 3º  | 4º  | 5º | 6º | 7º | 8º | 9º | 10º |
| Pontuação | 200 | 150 | 125 | 100 | 85 | 70 | 60 | 50 | 40 | 35  |

| Classificação | Classificação     | Classificação               | Classificação |
| Posição       | Ciclista          | Equipa                      | Pontos        |
| ------------- | ----------------- | --------------------------- | ------------- |
| 1.º           | Nicola Ruffoni    | Bardiani CSF                | 200           |
| 2.º           | Filippo Pozzato   | Wilier Triestina-Southeast  | 150           |
| 3.º           | Jens Keukeleire   | Orica-BikeExchange          | 125           |
| 4.º           | Sonny Colbrelli   | Bardiani CSF                | 100           |
| 5.º           | Simone Consonni   | Selecção Itália             | 85            |
| 6.º           | Jacopo Guarnieri  | Selecção Itália             | 70            |
| 7.º           | Danilo Napolitano | Wanty-Groupe Gobert         | 60            |
| 8.º           | Kristian Sbaragli | Dimension Data              | 50            |
| 9.º           | Magnus Cort       | Orica-BikeExchange          | 40            |
| 10.º          | Francesco Gavazzi | Androni Giocattoli-Sidermec | 35            |